# Kim Chang-ho
Pour les articles homonymes, voir Kim.
Dans ce nom coréen, le nom de famille, Kim, précède le nom personnel.
14 sommets de plus de 8 000 mètres d'altitude
Kim Chang-ho (en coréen : 김창호) est un alpiniste coréen (1969-2018).
Il est principalement connu pour être devenu en 2013 le premier Coréen à réaliser l'ascension des quatorze sommets de plus de huit mille mètres sans supplémentation en oxygène. Il réalise ces ascensions en l'espace de 7 ans, 10 mois et 6 jours, battant d'un mois le record du monde de vitesse du Polonais Jerzy Kukuczka. Ce record est battu en 2019 par le Népalais Nirmal Purja. Néanmoins Kim demeure l'alpiniste le plus rapide à avoir vaincu ces sommets sans l'aide d'oxygène supplémentaire.
Kim a ouvert de nombreuses voies dans le Karakoram. Après avoir étudié intensivement la géographie du nord du Pakistan, il part seul explorer la région de 2000 à 2004 et arpente le Karakoram mais également l'Hindukush et le Pamir.
Il trouve la mort le 11 octobre 2018 sur le Gurja Himal dans le massif du Dhaulagiri. Alors qu'il attendait une fenêtre météorologique favorable pour tenter d'atteindre le sommet aux côtés de quatre autres grimpeurs sud-coréens et de quatre guide népalais, une avalanche balaie son campement et le précipite au bas d'une falaise.